# Supercopa do Brasil 2017 (calcio a 5)
La Supercopa do Brasil 2017 è stata la 2ª edizione del torneo. La competizione si è giocata il 25 marzo 2017.

## Squadre partecipanti
| Squadre        | Qualificazione                   |
| -------------- | -------------------------------- |
| Corinthians    | Vincitore della LNF 2016         |
| Carlos Barbosa | Vincitore della Taça Brasil 2016 |

## Risultati

### Finale
| Carlos Barbosa 25 marzo 2017 | Carlos Barbosa | 2 – 1 referto | Corinthians | Centro Municipal de Eventos Sérgio Luiz Guerra |